# Oscar Oiwa
 (juin 2014).
Si vous disposez d'ouvrages ou d'articles de référence ou si vous connaissez des sites web de qualité traitant du thème abordé ici, merci de compléter l'article en donnant les références utiles à sa vérifiabilité et en les liant à la section « Notes et références ».
Oscar Oiwa (né à São Paulo, Brésil, en 1965) est un artiste contemporain travaillant les arts plastiques.

## Biographie
Oiwa est diplômé de l’École d’architecture et d’urbanisme de São Paulo (Université de São Paulo, USP) en 1989. Comme jeune étudiant, il est influencé par les bandes dessinées, l’art et les magazines ainsi que l’environnement urbain de sa ville natale. C’est pendant cette période qu’il s’essaye à l’art contemporain dans les galeries, puis en tant qu’assistant  à la Biennale de São Paulo. Sa première exposition a lieu alors qu’il est encore étudiant, et il participe ensuite à la 21e Biennale de São Paulo en 1991. Il vit et travaille actuellement à New York, tandis que son travail est exposé dans le monde entier. Près de 40 expositions personnelles lui ont été consacrées depuis 1990, dans plusieurs espaces et collections de renom – parmi lesquels : le National Museum of Modern Art à Tokyo, le Museum of Contemporary Art à Tokyo, le Mori Museum of Art à Tokyo, le Phoenix Museum of Art et la Fondation Prince Albert II de Monaco. Il est représenté à São Paulo par la galerie Nara Roesler, à Tokyo par la galerie Artfront, à Beijing par la galerie BTAP+Tokyo et à Hong Kong par Conoisseur Contemporary, entre autres.

## Artiste Oiwa
Avec une grande aisance ce Brésilien d´origine japonaise peint l´échec des entreprises humaines face au maelström, à la neige, à la végétation. Oscar Satio Oiwa est né à São Paulo en 1965. Ce brésilien est d´origine japonaise et a vécu plusieurs années à Tokyo. Depuis 2002, ayant reçu le prix de la Fondation Guggenheim, il vit à New York. Il est peintre.
Ce qui se voit d´abord, c´est la remarquable diversité de ses sujets. Il peint un coin de banlicue sous la neige, deux navires allant en sens contraire, un plateau repas dans un avion de ligne, des champignons arborescents, Blanche- Neige et les Sept Nains morts de froid. Chaque motifs identifie immédiatement, mais aucune liason ne sétablit clairement d´une œuvre à l´autre: ni narrative ni symbolique.
L´explication de cette variété tient en partie aux habitudes de l´artiste. Oiwa passe beaucoup de temps en promenade, dans les rues, devant les vitrines, dans les parcs. Il marche, regarde, enregistre, se souvient, rentre à l´atelier, prend des notes visuelles. Puis en fait des toiles. Le hasard, les heures, le temps qu´il fait, l´humeur du jour s´inscrivent dans le œuvres.
Ils le peuvent parce qu´Oiwa jouit d´une évidente aisance picturale. Il est de ces artistes qui trouvent des solutions plastiques satisfaisantes et élégantes, qu´ils nient à représenter un maelström la neige qui tombe, des fleurs, n´importe quel objet ou n´importe quel bâtiment contemporains. Son dessin sait être à la fois détaillé et léger. Ses couleurs sont aussi légères, presque translucides, avec une prédilection visible pour les ocres, les gris, la blancheur.
De temps en temps, avec quelque désinvolture humoristique, Oiwa ajoute de petits collages ou des paillettes qui accrochent la lumière - rien de systématique là-dedans, juste des expériences réussies.
Suggérée, efficace, la tragédie.
Avec ces instruments artistiques de précision, il peut ne pas hésiter à se mesurer à des sujets très étrange paysage. Des tours, il ne reste que la base aux parois déchirées et hérissées de points. Des plantes recouvrent le sol. On les voit d´autant mieux que la composition est construite selon un point de vue à ras de terre. Une bombe tombe en oblique .La scène est baignée d´une lumière verte plus aquatique qu´aérienne. La tragédie n´est pas véritablement montrée, mais insidieusement suggérée. Elle n´en est que plus efficace.
Dans cet art du sous-entendu, Oiwa excelle. Les deux bateaux vont inévitablement être engloutis par le tourbillon qui, pour l´instant, ride la surface de l´océan. Un désert lunaire semé de cratères recouvre le toit d´un immeuble dont on s´aperçoit ensuite qu´il est celui du théâtre Apollo de New York. La végétation croit et prolifère. L´hiver recouvre tout.
C´est alors qu´apparaît clairement le principe qui fait l´unité de ses œuvres apparemment hétérogènes: Oiwa peint le triomphe de la nature sur les entreprises humaines . Le triomphe ou, plus probablement, la revanche d´une nature fatiguée d´être méprisée et figurée.

## Livres
- Oiwa, Oscar (1995). Art At First Time.Skydoor Inc., Tokyo.  (ISBN 4-915879-22-4).
- Oiwa, Oscar (2000). ART&ist,Gendaikikakushitsu Publishers,Tokyo.  (ISBN 4-7738-0014-3)
- Zeitlin, Marylin (2006). Gardening with Oscar Oiwa: New Paintings, Arizona State University Art Museum, Phoenix.  (ISBN 0-9777624-2-4)
- Chinzei, Yoshimi and Yamashita, Yuji (2008). Oscar Oiwa: Painting in the Age of Globalization,Gendaikikakushitsu Publishers, Tokyo.  (ISBN 978-4-7738-0801-8)
- Chinzei,Yoshimi ; Bucci, Angelo and Minemura, Toshiaki(2009). Asian Kitchen, Tokyo Gallery + BTAP, Tokyo/Beijing.  (ISBN 978-4-904149-00-3)
- Oiwa, Oscar (2019), Journey to the Light, 21st Century Museum of Contemporary Art, Kanazawa, Kyuryudo Art Publishing, Tokyo, p. 132　 (ISBN 9784763019141)

## Expositions sélectionnées
Oiwa a eu plus de 60 expositions personnelles dans le monde depuis 1985
- 2020-“The Dreams of a Sleeping World”, USC Pacific Asia Museum, Pasadena
- 2019-“After Midnight”, Mizuma, Kips & Wada Art, New York
- 2019-“Black and Light”, Cadillac House, New York
- 2019-“Journey to the Light”, 21st Century Museum of Contemporary Art, Kanazawa
- 2019-“Oscar Oiwa”, Hangar Art Center, Brussels
- 2019-“Oscar Oiwa”, Maison de la culture du Japon à Paris, Paris
- 2018-A Light-filled Ginza, Tokyo Gallery, Tokyo
- 2018-“Oscar Oiwa in Paradise-Drawing the Ephemeral”, Japan House, São Paulo
- 2018-“The Light from the Forest”, Keumsan Gallery, Seoul
- 2016-“The World is filled with Light”, Art Front Gallery, Tokyo
- 2011-“After Midnight”, Thomas Cohn Gallery, São Paulo
- 2011-“Oscar Oiwa”, National Art Museum, Rio de Janeiro
- 2009-”Asian Kitchen”, BTAP, Beijing
- 2008-“The Dreams of a Sleeping World”, Museum of Contemporary Art Tokyo / Fukushima Prefectural Museum of Art, Fukushima / Takamatsu City Museum of Art, Kagawa (-2009)
- 2007-“Fire Shop”, P.P.O.W., New York
- 2006-“Invisible Reflex”, Ikeda Museum of 20th Century Art, Shizuoka
- 2006-“Gardening with Oscar Oiwa”, Arizona State University Art Museum, Arizona (-2007)